# 对口援建
对口援建是中華人民共和國不同区城结对支援的制度。中華人民共和國中央政府为支持某一区城或某一行业，會要求不同区城或行业之间形成结对支援的关系。对口支援由初期单一的厂厂包社发展成为对边疆地区对口支援、对重大工程对口支授、对灾害损失严重地区对口支援三種模式。援藏援疆、三峡工程移民安置和唐山、汶川地震灾后重建就是這三種模式的體現。

## 歷史
由於中華人民共和國邊疆地区经济社会发展滞后，為帮助少数民族地区发展经济，中華人民共和國中央政府在20世纪50至60年代提出了对口支援设想，对少数民族地区进行经济援助。1979年4月，全国边防工作会议通過的中央52号文件正式確立了對口支援制度。时任中共中央政治局委员、中央统战部部长乌兰夫在大会上作了题为《全国人民团结起来，为建设繁荣的边疆巩固的边防而奋斗》的报告。报告中提出，国家将加强边境地区和少数民族地区的建设，并组织内地省、市支援121个边境地区和少数民族地区。1984年10月1日实施的《中华人民共和国民族区城自治法》第六十条规定上级国家机关应当组织和支持经济发达地区与民族自治地区开展经济、技术协作，帮助和促进民族自治地方提高经营管理水平和生产技术水平。